# Jerzy Buzek

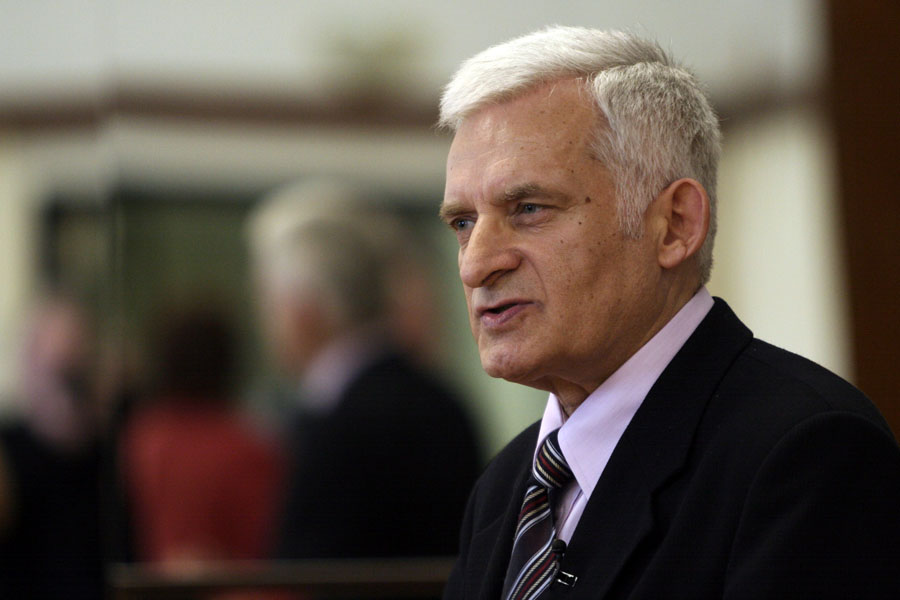
Jerzy Buzek 2008-ban

Jerzy Karol Buzek kiejtéseⓘ (Smilovice, akkori Német Birodalom, mai Csehország, 1940. július 3. –) lengyel kereszténydemokrata politikus. 1997 és 2001 között ő volt Lengyelország miniszterelnöke; 2009 és 2012 között az Európai Parlament (EP) elnöke.
Kormányzása alatt vezették be az 1999-es oktatási reformot Lengyelországban.

## Politikai karrierje
1980-tól a Szolidaritás tagja volt, majd többször a küldöttkongresszusának elnöke. 1997-től lengyel parlamenti képviselő, a Szolidaritás Választási Akció (lengyelül Akcja Wyborcza Solidarność, AWS) párt tagja. 1997 és 2001 között Lengyelország miniszterelnöke.
2004. június 13-a óta tagja az Európai Parlamentnek, az Európai Néppárt frakciójának. 2009. július 4-étől 2012. január 17-ig az Európai Parlament elnöki tisztségét töltött be Hans-Gert Pöttering utódjaként, Martin Schulz elődjeként.

## Politikán kívüli tevékenysége
Jerzy Buzek akadémiai tanár, a műszaki tudományok professzora, a dortmundi, a szöuli és az Ispartai egyetem, illetve a sziléziai és az opolei politechnikum díszdoktora.